# Tarista ricalis
Tarista ricalis là một loài bướm đêm trong họ Noctuidae.